# Heiko Reichel
Heiko Reichel (* 11. Juni 1960 in Annaberg-Buchholz) ist ein deutscher Orthopäde und Unfallchirurg. Reichel ist seit 2005 Ärztlicher Direktor der Orthopädischen Universitätsklinik an den RKU – Universitäts- und Rehabilitationskliniken Ulm, seit 2006 Leitender Ärztlicher Direktor der RKU – Universitäts- und Rehabilitationskliniken Ulm und seit 2016 Präsident der Deutschen Gesellschaft für Orthopädie und Orthopädische Chirurgie (DGOOC) sowie der Deutschen Gesellschaft für Orthopädie und Unfallchirurgie (DGOU).

## Leben
Nach seinem Studium der Humanmedizin (1982–1988) an der Martin-Luther-Universität Halle-Wittenberg (MLU) absolvierte Heiko Reichel von 1988 bis 1992 seine Facharztweiterbildung an der Orthopädischen Universitätsklinik Halle. 1988 wurde er in Halle mit der Dissertation Der Einfluss der Händigkeit auf den Mineralgehalt und die Breite des Radius, untersucht an einem Patientenkollektiv sowie an mittelalterlichem und neolithischem Skelettmaterial promoviert. 1993 wurde Reichel zum Oberarzt ernannt. Von 1995 bis 2004 war er als Leitender Oberarzt an der Universitätsklinik für Orthopädie in Halle (Saale) tätig. Während dieser Zeit war er im Rahmen von Forschungsaufenthalten an internationalen orthopädischen Zentren tätig. Reichel habilitierte sich 1996 an der Martin-Luther-Universität Halle-Wittenberg. 2003 erhielt er eine außerplanmäßige Professur an der MLU, im Jahr darauf wurde er zum C4-Professor für Orthopädie an der Universität Ulm ernannt. Reichel ist seit 2005 Ärztlicher Direktor der Orthopädischen Universitätsklinik an den RKU – Universitäts- und Rehabilitationskliniken Ulm. Seit 2006 hat er an den RKU – Universitäts- und Rehabilitationskliniken Ulm auch die Position des Leitenden Ärztlichen Direktors inne.

## Forschung
Die Forschungsschwerpunkte von Heiko Reichel liegen im Bereich der Primär- und Revisionsendoprothetik des Hüft- und Kniegelenks und der gelenkerhaltenden Hüftchirurgie. Er beschäftigt sich insbesondere mit der biomechanischen In-vitro-Testung von Endoprothesen sowie mit der bioaktiven Beschichtung von Implantatoberflächen.

## Funktionen
Heiko Reichel ist seit 1990 Mitglied der DGOOC. Zudem ist er seit 2008 Vorstandsmitglied der AE – Deutsche Gesellschaft für Endoprothetik und war im Jahr 2015 Präsident der AE – Deutsche Gesellschaft für Endoprothetik, einer Sektion der DGOU. Daneben hat Reichel weitere Mitgliedschaften in anderen Fachgesellschaften. Seit 2007 engagiert sich Reichel im Weiterbildungsausschuss der Landesärztekammer Baden-Württemberg.

## Ehrungen und Auszeichnungen
- 1998: Austrian-Swiss-German Fellowship (USA-England-Kanada-Reisestipendium der deutschsprachigen orthopädischen Fachgesellschaften)[6]
- 1999: Heine-Preis der Deutschen Gesellschaft für Orthopädie und Traumatologie[7]

## Ausgewählte Publikationsliste
- T. Kappe, T. Kocak, R. Bieger, H. Reichel, C. R. Fraitzl: Radiographic risk factors for labral lesions in femoroacetabular impingement. In: Clinical orthopaedics and related research. Band 469, Nummer 11, November 2011, S. 3241–3247, doi:10.1007/s11999-011-1978-8, PMID 21748509, PMC 3183188 (freier Volltext).
- J. V. Woelfle, C. R. Fraitzl, H. Reichel, M. Nelitz: The asymptomatic contralateral hip in unilateral slipped capital femoral epiphysis: morbidity of prophylactic fixation. In: Journal of pediatric orthopedics. Part B. Band 21, Nummer 3, Mai 2012, S. 226–229, doi:10.1097/BPB.0b013e3283524bae, PMID 22406770.
- R. Bieger, A. Ignatius, R. Decking, L. Claes, H. Reichel, L. Dürselen: Primary stability and strain distribution of cementless hip stems as a function of implant design. In: Clinical biomechanics (Bristol, Avon). Band 27, Nummer 2, Februar 2012, S. 158–164, doi:10.1016/j.clinbiomech.2011.08.004, PMID 21889243.
- S. Lippacher, D. Dejour, M. Elsharkawi, D. Dornacher, C. Ring, J. Dreyhaupt, H. Reichel, M. Nelitz: Observer agreement on the Dejour trochlear dysplasia classification: a comparison of true lateral radiographs and axial magnetic resonance images. In: The American journal of sports medicine. Band 40, Nummer 4, April 2012, S. 837–843, doi:10.1177/0363546511433028, PMID 22238057.
- C. Neuerburg, S. Recknagel, J. Fiedler, J. Groll, M. Moeller, K. Bruellhoff, H. Reichel, A. Ignatius, R. E. Brenner: Ultrathin sP(EO-stat-PO) hydrogel coatings are biocompatible and preserve functionality of surface bound growth factors in vivo. In: Journal of materials science. Materials in medicine. Band 24, Nummer 10, Oktober 2013, S. 2417–2427, doi:10.1007/s10856-013-4984-4, PMID 23801500.
- R. Bieger, A. Ignatius, H. Reichel, L. Dürselen: Biomechanics of a short stem: In vitro primary stability and stress shielding of a conservative cementless hip stem. In: Journal of orthopaedic research : official publication of the Orthopaedic Research Society. Band 31, Nummer 8, August 2013, S. 1180–1186, doi:10.1002/jor.22349, PMID 23553802.
- C. R. Fraitzl, T. Kappe, F. Pennekamp, H. Reichel, C. Billich: Femoral head-neck offset measurements in 339 subjects: distribution and implications for femoroacetabular impingement. In: Knee Surgery, Sports Traumatology, Arthroscopy. Band 21, Nummer 5, Mai 2013, S. 1212–1217, doi:10.1007/s00167-012-2042-2, PMID 22610490.
- J. V. Woelfle, C. R. Fraitzl, H. Reichel, D. Wernerus: Significantly reduced leg length discrepancy and increased femoral offset by application of a head-neck adapter in revision total hip arthroplasty. In: The Journal of arthroplasty. Band 29, Nummer 6, Juni 2014, S. 1301–1307, doi:10.1016/j.arth.2013.11.028, PMID 24405617.
- J. V. Wölfle, J. Fiedler, L. Dürselen, J. Reichert, D. Scharnweber, A. Förster, B. Schwenzer, H. Reichel, A. Ignatius, R. E. Brenner: Improved anchorage of Ti6Al4V orthopaedic bone implants through oligonucleotide mediated immobilization of BMP-2 in osteoporotic rats. In: PloS one. Band 9, Nummer 1, 2014, S. e86151, doi:10.1371/journal.pone.0086151, PMID 24465929, PMC 3897651 (freier Volltext).
- M. Faschingbauer, H. Reichel, R. Bieger, T. Kappe: Mechanical complications with one hundred and thirty eight (antibiotic-laden) cement spacers in the treatment of periprosthetic infection after total hip arthroplasty. In: International orthopaedics. Band 39, Nummer 5, Mai 2015, S. 989–994, doi:10.1007/s00264-014-2636-z, PMID 25582658.
- H. Joos, F. Leucht, J. Riegger, C. Hogrefe, J. Fiedler, L. Dürselen, H. Reichel, A. Ignatius, R. E. Brenner: Differential Interactive Effects of Cartilage Traumatization and Blood Exposure In Vitro and In Vivo. In: The American journal of sports medicine. Band 43, Nummer 11, November 2015, S. 2822–2832, doi:10.1177/0363546515602248, PMID 26362437.